# Thienobenzodiazepine
Een thienobenzodiazepine is een heterocyclische verbinding die een analogon is van de benzodiazepinen. Het verschil tussen deze twee is dat de benzeenring van benzodiazepinen vervangen is door een thiofeenring.
Voorbeelden van geneesmiddelen die tot deze groep behoren:
- Clotiazepam
- Brotizolam
- Etizolam
- Olanzapine